# Wojciech Dróżdż
Wojciech Antoni Dróżdż – dramaturg (m.in. „Mur”, „Point de rêveries, messieurs!”), scenarzysta, autor wielu słuchowisk (m.in. „Szczęśliwych ludzi już nie ma”, „Pistolet”, „Pan Prezydent”, „Bransoletka”, Zupełnie nieprawdopodobna historia, „Intermezzo na windę, psa i roletę bramną” i in.). Autor tekstów piosenek, wierszy, artykułów prasowych.
Współpracuje z Polskim Radiem, telewizją, teatrem i estradą. Absolwent Uniwersytetu Jagiellońskiego.
Nagradzany i wyróżniony za twórczość. Animator kultury, uhonorowany Odznaką „Zasłużony Działacz Kultury”